# Xinavane
Xinavane – miasto w Mozambiku, w prowincji Maputo.
W miejscowości ma siedzibę klub piłkarski GD Incomáti, grający obecnie (2019) w ekstraklasie Mozambiku.